# アルスター管弦楽団
アルスター管弦楽団（Ulster Orchestra）は、イギリス・北アイルランドの首都ベルファストを本拠地とする、北アイルランドにおいて唯一のプロフェッショナル・オーケストラである。定期公演は主にベルファストのアルスター・ホール及びウォーターフロント・ホールで行っており、1985年からはBBCプロムスにも常連として参加している。アルスターとは北アイルランドを含むアイルランド島北部の地方名である。

## 概要
1966年に北アイルランド芸術評議会により設立され、初代首席指揮者にモーリス・マイルズ、コンサートマスターにヤーノシュ・フュルストが据えられた。BBC北アイルランド管弦楽団が1981年に解散したのをきっかけに、奏者を吸収して規模を拡大した。
歴代の首席指揮者にブライデン・トムソン、ヴァーノン・ハンドリー、ヤン・パスカル・トルトゥリエ、ドミトリー・シトコヴェツキー、ティエリー・フィッシャー、ケネス・モンゴメリーらがいる。ハンドリーは2003年から死去する2008年まで桂冠指揮者の地位を保持していた。また、1997年-2005年には湯浅卓雄が、2009年-2012年にはチェリストのポール・ワトキンスが首席客演指揮者に迎えられていた。
2011年より首席指揮者に就任したジョアン・ファレッタは、歴代首席指揮者の中で初のアメリカ人指揮者かつ初の女性指揮者である。当楽団にはアソシエート・コンポーザー（提携作曲家）及び桂冠アーティストのポジションがあり、共にベルファスト生まれの作曲家イアン・ウィルソンとフルート奏者ジェームズ・ゴールウェイが任に就いている。
商業録音はChandos、Naxos、Toccata Classicsなどのレーベルに、イギリス音楽を中心に行っている。公演の模様はRadio Ulster、BBC Radio 3により放送される。

## 歴代首席指揮者
- モーリス・マイルズ （1966年 - 1967年）
- セルジュ・コミッショーナ （1967年 - 1969年）
- エドガー・コズマ （1969年 - 1974年）
- アラン・フランシス （1974年 - 1976年）
- ブライデン・トムソン （1977年 - 1985年）
- ヴァーノン・ハンドリー （1985年 - 1989年）
- ヤン・パスカル・トルトゥリエ （1989年 - 1992年）
- エン・シャオ （1992年 - 1995年）
- ドミトリー・シトコヴェツキー （1996年 - 2001年）
- ティエリー・フィッシャー （2001年 - 2006年）
- ケネス・モンゴメリー （2007年 - 2010年）
- ジョアン・ファレッタ （2011年 - 2014年）
- ラファエル・パヤーレ （2014年 - 2019年）
- ダニエレ・ルスティオーニ （2019年 - 2024年）[6][7]